# Лутракион-Перахора-Айи-Теодори
Лутра́кион-Перахо́ра-А́йи-Тео́дори (греч. Δήμος Λουτρακίου-Περαχώρας-Αγίων Θεοδώρων) — община (дим) в Греции, к северо-востоку от полуострова Пелопоннеса на границе с Центральной Грецией, на побережье Коринфского залива и залива Сароникоса. Входит в периферийную единицу Коринфии в периферии Пелопоннес. Население 21 221 житель по переписи 2011 года. Площадь 294,9 квадратного километра. Плотность 71,96 человека на квадратный километр. Административный центр — Лутракион. Димархом на местных выборах 2014 года избран Йоргос Гьонис (Γιώργος Γκιώνης).
Община Лутракион-Айи-Теодори (греч. Δήμος Λουτρακίου-Αγίων Θεοδώρων) создана в 2010 году (ΦΕΚ 87Α) по программе «Калликратис» при слиянии упразднённых общин Айи-Теодори и Лутракион-Перахора, в 2014 году (ΦΕΚ 23Α) переименована в Лутракион-Перахора-Айи-Теодори.

## Административное деление

Административное деление общины:
1 — Лутракион-Перахора
2 — Айи-Теодори

Община (дим) Лутракион-Перахора-Айи-Теодори делится на 2 общинные единицы.